# Reprywatyzacja w Polsce
Reprywatyzacja w Polsce – proces restytucji mienia w Polsce rozpoczęty po upadku PRL.

## Przebieg

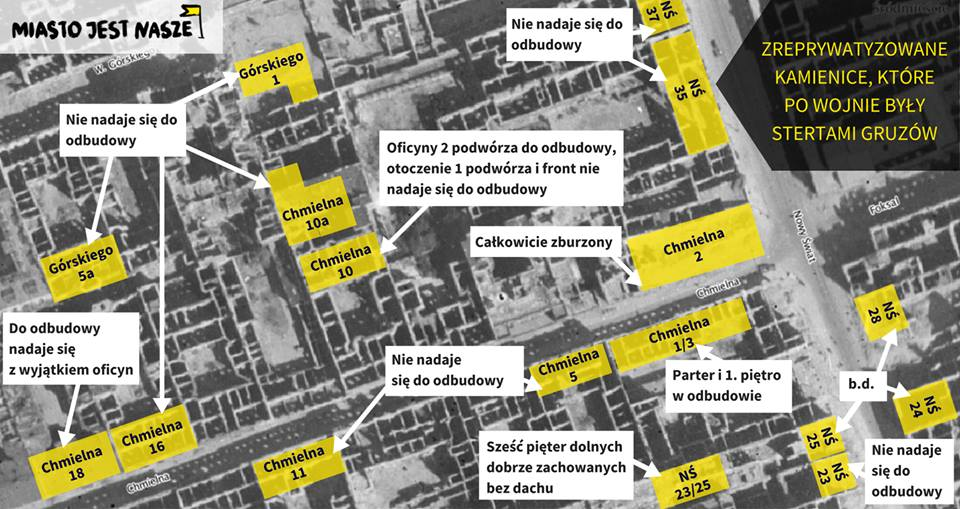
Stan tuż po II wojnie światowej nieruchomości w okolicy skrzyżowania Chmielnej z Nowym Światem w Warszawie, które następnie zreprywatyzowano w l. 1990-2016

Nacjonalizacja w Polsce została dokonana na szeroką skalę po II wojnie światowej najpierw na mocy aktów normatywnych wydanych przez PKWN i Krajową Radę Narodową (KRN), a następnie na podstawie ustaw Sejmu PRL.
W Polsce nie podjęto się całościowego rozwiązania problemu reprywatyzacji. Od upadku PRL odbywa się ona na podstawie decyzji administracyjnych i orzeczeń sądu. Jednakże dotyczy to jedynie tych przypadków, gdy przejęcie mienia było bezprawne (np. brak podstawy prawnej czy przekroczenie granic nacjonalizacji).
Polska pozostaje jedynym krajem byłego bloku sowieckiego, w którym nie przeprowadzono reprywatyzacji. Wobec nieefektywnej gospodarki mieszkaniami komunalnymi skutkuje to licznymi konfliktami społecznymi i sięganiem po pozaprawne metody odzyskiwania nieruchomości. Nieuregulowany stan własnościowy wielu nieruchomości skutkuje także blokowaniem inwestycji i planowania przestrzennego.

### Próby ustawowego uregulowania reprywatyzacji
W Ministerstwie Skarbu Państwa od 1990 prowadzone były prace nad projektami prawnej regulacji, który bliski był rozwiązania w 2001 w związku z uchwaleniem 26 stycznia 2001 Ustawy o reprywatyzacji. Została ona jednak zawetowana przez Prezydenta RP Aleksandra Kwaśniewskiego. Kolejna tego typu próba miała miejsce w 2008 (Ustawa o zadośćuczynieniu z tytułu krzywd doznanych w wyniku procesów nacjonalizacyjnych w latach 1944–1962), ale również zakończyła się niepowodzeniem.

#### Mała ustawa reprywatyzacyjna
25 czerwca 2015 uchwalono Ustawę o zmianie ustawy o gospodarce nieruchomościami oraz ustawy – Kodeks rodzinny i opiekuńczy (Dz.U. z 2016 r. poz. 1271), tzw. mała ustawa reprywatyzacyjna, której zadaniem było uporządkowanie wybranych kwestii związanych z realizacją roszczeń byłych właścicieli gruntów warszawskich. Jednak sama ustawa, mimo 30-dniowego vacatio legis, weszła w życie dopiero 17 września 2016, co było spowodowane skierowaniem jej do Trybunału Konstytucyjnego przez prezydenta Bronisława Komorowskiego oraz opóźnianie publikacji orzeczenia w związku z kryzysem wokół Trybunału.

### Powołanie Komisji reprywatyzacyjnej
5 maja 2017 weszła w życie Ustawa z dnia 9 marca 2017 o szczególnych zasadach usuwania skutków prawnych decyzji reprywatyzacyjnych dotyczących nieruchomości warszawskich, wydanych z naruszeniem prawa (Dz.U. z 2021 r. poz. 795), która powołała Komisję do spraw usuwania skutków prawnych decyzji reprywatyzacyjnych dotyczących nieruchomości warszawskich, wydanych z naruszeniem prawa (Komisję Weryfikacyjną) będącą organem administracji publicznej podejmującym sprawy w zakresie postępowań w przedmiocie wydania decyzji reprywatyzacyjnych dotyczących nieruchomości na terenie m.st. Warszawy. Ministerstwo Sprawiedliwości w 2017 przedstawiło projekt ustawy o zrekompensowaniu niektórych krzywd wyrządzonych osobom fizycznym wskutek przejęcia nieruchomości lub zabytków ruchomych przez władze komunistyczne po 1944 nazywanej dużą ustawą reprywatyzacyjną. 14 sierpnia 2020 Sejm uchwalił ustawę nowelizującą ustawę o Komisji Weryfikacyjnej oraz ustawę o gospodarce nieruchomościami, która wprowadza m.in. zakazu reprywatyzacji nieruchomości zamieszkanych przez lokatorów. Ustawa weszła w życie po upływie 14 dni od dnia ogłoszenia w Dzienniku Ustaw, czyli 20 października 2020, z wyjątkiem art. 8 i art. 9, które weszły w życie po upływie 30 dni od dnia ogłoszenia, czyli 5 listopada 2020.

### Nowelizacja kodeksu postępowania administracyjnego z 2021 roku
25 marca 2021 roku wpłynął do Sejmu komisyjny projekt ustawy o zmianie ustawy – Kodeks postępowania administracyjnego, który dotyczył dostosowania systemu prawa do wyroku Trybunału Konstytucyjnego z dnia 12 maja 2015 roku, w którym orzekł, że art. 156 par. 2 kpk w zakresie, w jakim nie wyłącza dopuszczalności stwierdzenia nieważności decyzji wydanej z rażącym naruszeniem prawa, gdy od wydania decyzji nastąpił znaczny upływ czasu, a decyzja była podstawą nabycia prawa lub ekspektatywy, jest niezgody z art. 2 Konstytucji RP. 24 czerwca 2021 roku na jego podstawie Sejm uchwalił ustawę zmieniającą Kodeks postępowania administracyjnego (za głosowało 309 posłów, nikt nie był przeciw, wstrzymało się 120 posłów). 23 lipca 2021 Senat uchwalił nowelizację Kodeksu postępowania administracyjnego wprowadzając do niej poprawki, z których część została przyjęta przez Sejm 11 sierpnia 2021 roku, a 14 sierpnia 2021 roku prezydent RP Andrzej Duda podpisał ustawę. Ustawa weszła w życie po upływie 30 dni od dnia ogłoszenia w Dzienniku Ustaw, czyli 16 września 2021 roku i wprowadziła zasadę, w myśl której po upływie 30 lat od wydania decyzji administracyjnej niemożliwe będzie wszczęcie postępowania w celu jej zakwestionowania, np. w sprawie odebranego przed laty mienia. Zdaniem warszawskiego stowarzyszenia Miasto Jest Nasze nowelizacja ta bardzo mocno ograniczy reprywatyzację, bo po wejściu w życiu ustawy nie będzie możliwe stwierdzenie nieważności decyzji – nawet jeżeli została wydana z rażącym naruszeniem prawa lub bez podstawy prawnej – jeżeli od dnia jej doręczenia lub ogłoszenia upłynęło dziesięć lat, a także gdy decyzja wywołała nieodwracalne skutki prawne – przynajmniej w stosunku do nieruchomości przejętych przez państwo na podstawie Dekretu Bieruta i Reformy Rolnej z 1944 wszczynanie nowych postępowań reprywatyzacyjnych.

## Sposoby fałszywej reprywatyzacji
Treść tej sekcji od 2023-03 może nie być zgodna z zasadami neutralnego punktu widzenia,
ponieważ publicystyka.
Dokładniejsze informacje o tym, co należy poprawić, być może znajdują się w dyskusji tej sekcji.
 Po wyeliminowaniu niedoskonałości należy usunąć szablon {{Dopracować}} z tej sekcji.
Beata Siemieniako w książce Reprywatyzując Polskę opisała dziesięć sposobów, w jaki dochodziło do nieprawidłowych reprywatyzacji w Polsce:
Metoda „W podziękowaniu za pomoc w czasie wojny”
Dochodziło do sfałszowania testamentu, w którym rzekomy właściciel przekazuje własność w podziękowaniu za pomoc w czasie wojny (od Żyda) lub za „dożywotnią posługę” (od argentyńskiej służącej). Śledczy często nie korzystali z dostępnych metod weryfikacji testamentów (np. przez grafologa) ze względu na niedbałość lub brak pieniędzy. Fakt, że spadkobiercy byli osobami obcymi dla spadkodawców, nie wzbudzał wątpliwości sądów. Przykładem jest przypadek z 1993 dotyczący kamienicy przy ulicy Jabłonowskich 9 w Krakowie. Była właścicielka przepisała w 1966 w Londynie cały swój majątek. Jan O. skserował dokument, dopisując na końcu siebie jako spadkobiercę. Dokument nie wzbudził wątpliwości sędziego. Dzięki czujności lokatora sprawa trafiła do prokuratury, jednak postępowanie zostało umorzone ze względu na przedawnienie samej sprawy oraz możliwości wszczęcia postępowania dyscyplinarnego wobec sędziego.
Metoda „Na Żyda w getcie”
Polegała na sprzedaży przed sądem polubownym działającym przy Radzie Żydowskiej kamienicy Polakowi przez Żydów, którzy mieli potem trafić do getta. Nowy właściciel odsprzedawał ją kolejnym osobom. Po latach spadkobiercy kolejnych nabywców starali się o zwrot kamienicy. Wątpliwości wzbudzało, czy taka transakcja nie była oparta na wyzysku, naruszała dobre obyczaje lub wykorzystywała trudne położenie sprzedającego. Od 1933 umowy sprzedaży nieruchomości musiały być sporządzane w formie aktu notarialnego. Sąd Najwyższy już od 1948 w wyrokach zastanawiał się nad kwestią legalności umów sprzedaży zawieranych w czasie okupacji bez zachowania tej formy – okupant zabraniał sprzedaży ziemi. Notariat podczas II wojny światowej znajdował się częściowo pod nadzorem niemieckim. Sądy polubowne działające na terenie gett nie mieściły się w strukturze sądownictwa na terenie Generalnego Gubernatorstwa, gdzie obowiązywał podział na sądy polskie i niemieckie. Sprzedaże nieruchomości na podstawie sfałszowanych aktów własności zdarzały się także w czasach współczesnych.
Metoda „Na bliźniaka”
Metoda polegała na wykorzystaniu popularności niektórych nazwisk. W niektórych księgach wieczystych (np. z zaboru austriackiego) nie zapisywano części danych identyfikujących taką osobę (np. imion rodziców czy dokładną datę urodzenia). Za pomocą książki telefonicznej wyszukiwano ludzi, którzy nazywali się tak samo, jak właściciel. Przykładowo emeryt Jan K. z Nowej Huty w 1999 sprzedał Jerzemu Sz. swoje domniemane udziały w kamienicy za 100 tys. złotych. Sprawa trafiła do prokuratury, gdyż Jan K., by być prawdziwym właścicielem nieruchomości, musiałby ją nabyć w 1933 jako niemowlęcie.
Metoda „Na zmartwychwstanie”
Polegała na posłużeniu się fikcyjnym pełnomocnictwem lub podrobionym dowodem osobistym albo paszportem przy jednoczesnym braku dociekliwości notariusza. Przykładowo notariusz nie zwrócił uwagi, że przedwojenna właścicielka kamienicy przy ulicy Wenecja w Krakowie udzielając rzekomemu pełnomocnikowi, musiała mieć 120 lat i że sprzedawała nieruchomość za cenę trzykrotnie niższą od rynkowej.
Metoda „Korupcyjna”
W przeciwieństwie do „zwykłej” korupcji polegała na zyskaniu przychylności urzędników dzięki uprzejmości oraz przygotowywanie uporządkowanych pism i dokumentacji w sprawie, nie wymagających od urzędu lub sądu. Można także wykorzystywać pozycję urzędnika w celach prywatnych.
Metoda „Na handlarza roszczeń”
Polegała na zakupieniu po zaniżonej cenie roszczeń do nieruchomości od prawowitych właścicieli. Przykładowo w 1999 Marek M. przejął prawa i roszczenia do nieruchomości w połowie za 550 złotych. Transakcja została unieważniona. Wyszła na jaw, gdyż handlarz, oprócz odzyskania działki, domagał się także wypłaty przez miasto odszkodowania w wysokości 1 mln zł za to, że nacjonalizacja uniemożliwiła mu czerpanie zysku z nieruchomości przez 10 lat.
Metoda „Na kuratora”
Kurator prowadzi sprawy osób nieobecnych i reprezentuje ich interesy. Kurator spadku może być powołany przez sąd, gdy nie jest znany spadkobierca majątku. Za wynagrodzenie wyjaśnienia, kto jest spadkobiercą, szuka tych osób, powiadamia ich o tym, że toczy się sprawa spadkowa i zarządza majątkiem, który pozostawiła zmarła osoba. W przypadku Warszawy czy Łodzi na kuratora de facto zgłaszano się, wskazując niezreprywatyzowaną, wybraną przez siebie kamienicę. Następnie należało przekonać sąd, że spadek można sprzedać, zamiast go utrzymywać, bądź zarządzać nieruchomością i czerpać z niej dochód. Innym przykładem jest ustanowienie kuratora osób nieobecnych, który dba o interesy spadkobierców, którzy nie są nieznani, ale nieznane jest ich miejsce pobytu i nie biorą udziału w sprawie. W przykładowej sprawie sąd ustanowił kuratorami osób mających mieć 128 i 138 lat kolegów wnioskującego adwokata. Kuratorzy, nie mogąc znaleźć spadkobierców, przekonywali sąd, żeby te udziały sprzedać: znieść prawa roszczeń spadkobierców do nieruchomości w zamian za zapłatę odpowiedniej sumy pieniężnej. Sąd wyrażał zgodę na dokonanie transakcji za cenę od 2% do 3% wartości nieruchomości. Wskutek tego handlarze roszczeń otrzymali prawa do całości nieruchomości wartej nawet kilkadziesiąt milionów.
Metoda „Z Saint Kitts i Nevis”
Reprywatyzacja poprzez kuratora spadku na przykładzie nieruchomości przy ulicy Królewskiej w Warszawie, do której ułamkowe roszczenie kupił łowca roszczeń. W imieniu reszty właścicieli działał na Karaibach kurator Stevyn L. Barlette, który przesłał swoje pełnomocnictwo nowemu właścicielowi nieruchomości. Możliwe to było dzięki uzyskiwanej w jednym z tamtejszych państw klauzuli apostille – na podstawie konwencji haskiej dokument poświadczony tą klauzulą może być przedłożony urzędom z pominięciem dodatkowych procedur.
Metoda „Na Polaka”
Możliwa dzięki zawartym przez PRL układom indemnizacyjnym. Na kilkanaście państw jedynie w przypadku USA, Szwajcarii i Liechtensteinu jest pewność, za które adresy i którym osobom wypłacono odszkodowania. Metoda „na Polaka” polega na tym, by przekonać, że osoba, której jest się rzekomym spadkobiercą lub od której się kupiło roszczenia, była Polakiem. W ten sposób, na „Duńczyka, który był Polakiem”, zreprywatyzowano nieruchomość na Chmielnej 70 w Warszawie. Od ujawnienia tej sprawy rozpoczęła się afera reprywatyzacyjna w Warszawie.
Metoda „Na reaktywowaną spółkę przedwojenną”
Polegała na reaktywacji przedwojennej spółki na podstawie akcji, zwykle kupowanych w antykwariatach. Przykładowo kilka osób, posługując się papierami wartościowymi przedwojennej śląskiej spółki Giesche, w 2007 zażądało od prezydenta Katowic, Katowickiego Holdingu Węglowego oraz Hutniczo-Górniczej Spółdzielni w Katowicach wypłaty odszkodowania lub zwrotu majątku firmy wartego 341 mln złotych (tj. 30% zurbanizowanej powierzchni Katowic, na której mieści się 10 tys. budynków). Zeznali oni w trakcie postępowania, że dokumenty można było nabyć w latach 80. i 90. za cenę kilkuset złotych.
Za pomocą dokumentów wypożyczonych z muzeum próbowano reaktywować Towarzystwo Akcyjne Fabryki Garbarskiej Temler i Szwede.

## Sposoby „oczyszczania” kamienic
Wśród przykładowych metod mających zmusić lokatorów (zwanych „wkładką mięsną”) do wyprowadzki znajdowały się: instalowanie na poddaszu gołębnika, zerwanie dachu, głuche telefony, wrzucanie do skrzynek wstęg „Ostatnie pożegnanie”, robactwa na schody, śmieci na podjazd dla samochodów, czy przebijanie opon. Prowadzono także głośne i długotrwałe remonty w godzinach nocnych, doprowadzano do pękania ścian lub rur, wymontowano okien, odcinano od mediów, podwyższano czynsz. Remontem można także uzasadnić wypowiedzenie umowy najmu (przy zapewnieniu lokalu zamiennego). Czynsz podnoszono także, w celu osiągnięcia tzw. „godziwego zysku”, którego ścisłe znaczenie nie istnieje.
Z 1 stycznia 2016 do Kodeksu karnego wprowadzono przepis art. 191 § 1a, zgodnie z którym nękanie lokatorów nawet w sposób niebezpośredni jest zagrożone karą do 3 lat pozbawienia wolności. Pierwszy nieprawomocny wyrok za popełnienie ww. przestępstwa zapadł w 2017. Poznański właściciel kamienicy, pozorując remont, wymontowywał okna, odcinał wodę, prąd i gaz, wyrzucał śmieci na klatkę schodową i robił podkopy pod fundamentami. Za te praktyki został skazany na rok pozbawienia wolności w zawieszeniu na 3 lata, 20 tys. złotych do zapłaty nękanym i 10 tys. grzywny.